# Renova Group
Renova Group er et russisk investeringskonglomerat. De har aktiver indenfor aluminium, olie & gas, energi, telekommunikation, osv. Virksomheden blev etableret i 1990 og ejes af Viktor Vekselberg.
Renova Group driver primært forretning i Rusland, Commonwealth, Schweiz, Sydafrika og USA. Væsentlige aktiver inkluderer aktiver i olieselskabet TNK-BP og aluminiumsproducenten Rusal.